# Robert Federn
Robert Federn (* 26. Juni 1878 in Wien; † 1959, anderes Todesjahr 1967) war ein österreichischer Verleger, Kunsthändler und Schriftsteller.

## Leben
Robert Federn, auch Hans Robert Federn, war der Sohn des jüdischen Arztes Josef Salomon Federn und dessen Ehefrau Ernestine geb. Spitzer. Die Ehe zwischen Josef Salomon Federn und Ernestine Spitzer wurde am 27. Januar 1867 im Wiener Stadttempel geschlossen. Josef Salomon Federn entstammte einer Prager Gelehrtenfamilie. Er führte die Blutdruckmessung am Krankenbett ein. Ernestine Federn war sozial engagiert und eröffnete, gemeinsam mit ihrem Sohn Karl, die „Kunstschule für Frauen und Mädchen“ in Wien. Robert Federn wuchs mit fünf Geschwistern auf. Der älteste Bruder war der spätere Jurist und Historiker Karl Federn (1868–1943), gefolgt vom späteren Nationalökonomen Walther Federn (1869–1949) sowie dem Psychoanalytiker Paul Federn (1871–1950). Die ältere Schwester war die Fürsorgerin und Vereinsfunktionärin Else Federn (1874–1946), die jüngere Schwester war die Schriftstellerin und Spanienkämpferin Marietta Federn (1883–1951).
Im Jahr 1909 folgte die Eheschließung von Robert Federn mit der in Worms geborenen Bildhauerin und Frauenrechtlerin Luise Federn-Staudinger (1879–1967). Das Ehepaar übersiedelte 1910 nach Paris. Hier betätigte sich Robert Federn als Verlagsbuchhändler und Kunsthändler, Luise Federn-Staudinger arbeitete als Bildhauerin. Der Sohn Klaus Federn (1910–2014) wurde in Berlin geboren. Er war später Professor für technische Mechanik an der Technischen Hochschule Darmstadt. Die Tochter Else Kittel, geb. Federn, wurde 1912 in Paris geboren. Sie arbeitete zunächst als Kindergärtnerin in Darmstadt, später als Masseurin in Cali/Kolumbien. Die Ehe zwischen Robert Federn und Luise Federn-Staudinger wurde im Jahr 1924 geschieden. Luise Federn-Staudinger war zuvor zu ihren Eltern nach Darmstadt zurückgekehrt.
Der Psychoanalytiker Ernst Federn (1914–2007), ein Sohn von Paul Federn, war der Neffe von Robert Federn.

## Werke
- Robert Federn (1959): Isabel oder Eine Schottin in unseren Bergen. Wien: Bergland Verlag
- Robert Federn (1930): Das geistige Kapital und der Buchhandel. Berlin: Renaissance Verlag
- Robert Federn (1911+1923): Tableau de la littérature française du dix-neuvième siècle, Leipzig: Federn (mit einem Vorwort von Henri Bourrelier, Libraire–Éditeur, Librairie Armand-Colin, Paris)